# 共産主義者同盟赤軍派（プロレタリア革命派）
共産主義者同盟赤軍派（プロレタリア革命派）は、1974年に結成された日本の新左翼党派。議長は塩見孝也（獄中）、主なメンバーは永田洋子、坂東國男、植垣康博（いずれも獄中）ら。略称は赤軍派プロ革派、赤軍（プロ革派）、赤軍派（プロ革）等。

## 結成
連合赤軍事件後、赤軍派は連赤総括を巡って分裂状態にあった。そんな中、赤軍派議長の塩見孝也(獄中)は1974年7月に赤軍派の再建として赤軍派（プロレタリア革命派）を結成した。当時の退潮傾向にある新左翼運動の中で、「攻撃的蜂起」と称する武装闘争により状況の打開を目指すことを主張した。
塩見はトロツキズムの赤軍派と毛沢東思想の日本共産党（革命左派）神奈川県委員会が合同した連合赤軍を、本来あり得ないはずのトロツキズムと毛派による新党結成として積極的に評価し、また連赤の失敗は思想問題にあるとして「思想問題の正しい解決による反スタトロツキズムと毛沢東教条主義の同時相互止揚」を掲げた。また、連合赤軍の12名の同志殺害（山岳ベース事件）については、連合赤軍での総括要求をていねいに掘り下げていけば殺された12名は正しく、一方、総括要求をした森恒夫や永田洋子らこそが誤っていた事がはっきりするはずだ、としていた。
塩見のこの方針は、連赤総括に取り組んでいた永田洋子、坂東國男、植垣康博（いずれも獄中）に支持され、永田らはプロ革派の結成に参加することになる。但し、永田によると塩見によるプロ革派の結成は極めて唐突な印象を与えたという。

## 活動
しかし、プロ革派は結成当初から暴力を含む党派闘争に明け暮れ、対外的な活動はほとんど行わなかった(行えなかった)。
塩見はプロ革派結成と同時に、連赤総括の打ち切りを表明し、これに反対したメンバー(それまで塩見と統一公判を組んでいた)を除名したり、法廷の場で殴るなどした。このことによって塩見の統一公判は分裂し、赤軍派自体も完全に分裂してプロ革派はその一派となった。塩見は更に獄外のプロ革派メンバーに他の赤軍派党派に対する暴力的党派闘争を指示し、また永田らに対し坂口弘(獄中)を「殴る位の気持ちで」オルグするよう指示した。これらの暴力の持ち込みと獄中の塩見による獄内外への絶対的な指揮権は、プロ革派を混乱に陥れることになる。
塩見はプロ革派の闘争路線として過激な極左路線を掲げていたが、プロ革派にはそれを行うだけの力量は全く無く、また社会情勢もプロ革派にそれを可能にする力量を与えるような状況には無かった。そのためプロ革派獄外は、口先では極左路線を支持する傾向と、暗に極左路線を批判する傾向とに分かれていくことになった。塩見はこのうち後者に対し、当時文化大革命で行われていた闘争にちなんで「反右派闘争」と称する党派闘争を1975年から翌76年にかけて指示した。
1975年に日本赤軍によるクアラルンプール事件が起こると、プロ革派はこれを支持、日本赤軍の釈放リストに挙げられていた坂東の出国を新たな展望が開けるきっかけと見なした。しかし、プロ革派内で塩見をもっともよく支えていた坂東の出国は、結果的にプロ革派にとって大きな損失であり、プロ革派の混乱に拍車をかけることとなる。
1977年5月、三里塚闘争（成田空港問題）で空港反対派の鉄塔（岩山鉄塔）が抜き打ちで撤去されたのをきっかけに、新左翼諸セクトと機動隊の間で激しい攻防が繰り広げられた。しかし、プロ革派はこの事態に何もできなかった。これに対し塩見は、獄外メンバーは口先では極左路線を支持しておきながら実際には何もしなかったとして、これらのメンバーに対する「第二次反右派闘争」を指示した。
1977年8月、日本赤軍はダッカ日航機ハイジャック事件を起こし、同志奪還を要求。釈放リストには植垣の名も載っていた。プロ革派獄外は早々にこれを支持したが、植垣は自分を釈放リストに加えたと思われる坂東に感謝しつつも、諸般の事情から出国を断念した。植垣のこの判断を受け、塩見はプロ革派の極左路線を清算し、日本赤軍のハイジャックを非難、永田・植垣も塩見の極左路線の清算を支持した。しかし、この極左路線の清算は当時塩見が獄外に対して行っていた「第二次反右派闘争」とは全く相容れない内容であり、プロ革派の獄中と獄外の対立の激化による混乱は修復不能な段階にまでなった。
1978年1月、塩見はプロ革派の指導に責任が持てないとしてプロ革派を離党した。永田と植垣も塩見の指示に従い翌2月に離党した。

## その後
塩見の求心力をほぼ唯一の支えとしていたプロ革派は、塩見の離党後すぐに四散した。一部は他の赤軍派党派に移り、一部は党派を離れ個人としての道を歩んでいった。少数のメンバーはプロ革派として留まり、塩見時代とは異なる独自の活動を模索していった。
塩見には永田、植垣ら数人が従った。塩見はその後、日本社会科学研究所(マルクス・レーニン主義、毛沢東思想)を設立し永田・植垣もメンバーとなるが、1980年に永田・植垣は連赤総括を巡って塩見と対立、訣別した。連赤総括を巡る塩見と植垣の対立はその後も継続している。
山谷地区では、山谷統一労組を組織していた。労組は後にボランティア化して、 NPO法人自立支援センターふるさとの会として現在も続いている。